# Ксантоцерас
Ксантоцерас, или Чекалкин орех (лат. Xanthoceras) — монотипный род листопадных деревьев, входящий в семейство Сапиндовые (Sapindaceae). Единственный вид — Ксантоцерас рябинолистный (Xanthoceras sorbifolium).

## Распространение и экология
В диком виде произрастает в Северном Китае и Северной Корее. В культуре распространён на юге и западе Украины, в европейской части России, Крыму, Молдавии, Грузии, Азербайджане, Средней Азии.
Размножают посевом стратифицированных семян и корневыми черенками.

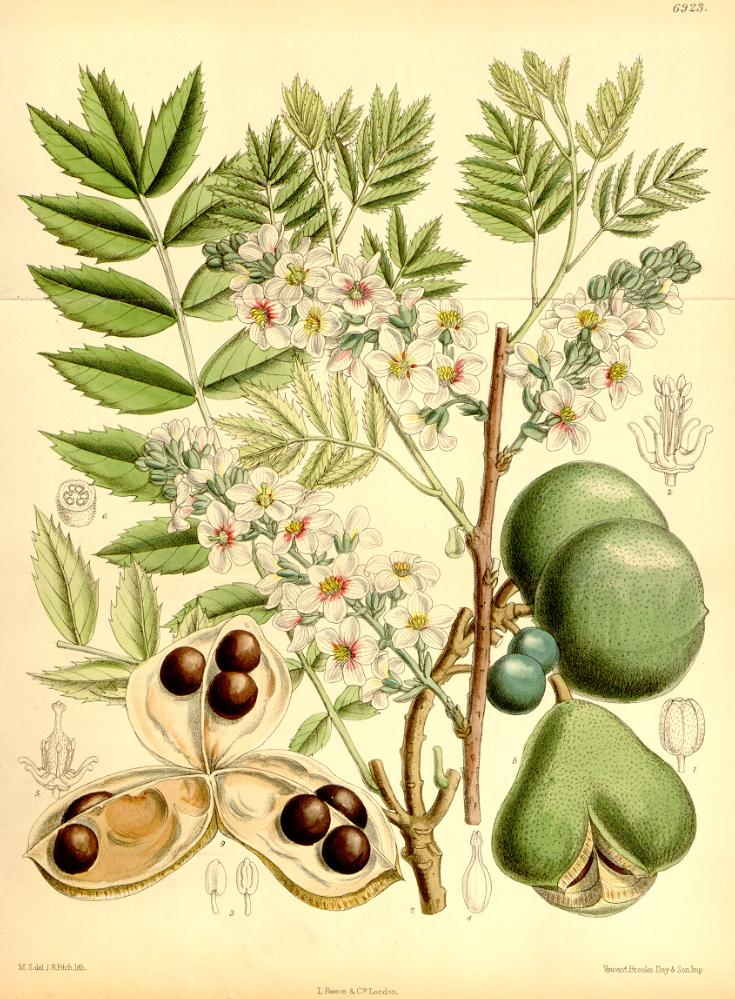
Ботаническая иллюстрация из Curtis's botanical magazine, том 113, серия 3, № 4, таблица 6923

## Ботаническое описание
Листопадное дерево высотой до 8 м с плотной пирамидальной кроной. Ветви довольно толстые, прямостоящие, в молодости мягковолосистые.
Листья очерёдные, без прилистников, непарноперистые, с 9—17 листочками, длиной 20—25 см. Листочки сидячие, обычно супротивные, иногда очерёдные, ланцетные, длиной 3—5 см, шириной 0,7—1,2 см, остропильчатые, кожистые, сверху тёмно-зелёные, снизу светлые.
Соцветие — густая, многоцветковая кисть, длиной 15—25 см, расположены на концах побегов и укороченных боковых веточках. Цветки белые, правильные, обоеполые и тычиночные, диаметром до 4 см, на цветоножках длиной около 1,5 см; чашелистиков 5, продолговатые, длиной 6—7 мм; лепестков 5, обратнояйцевидные, длиной 2 см, шириной 8 мм; тычинок 8; завязь 3-гнездная; рыльце головчато-трёхраздельное.
Плод — треугольно-яйцевидная или эллиптическая коробочка, диаметром до 5 см. Семена длиной до 1,8 см, диаметром 1,5 см, съедобные.

## Значение и применение
Одно из красивейших декоративных растений, ценное обильным цветением и красивой яркой зеленью, сохраняющейся до поздней осени.
Медонос. Привлекает многочисленных насекомых-опылителей. Необычайно эффектен. Некоторые дендрологи считают его одним из красивейших цветущих кустарников. После цветения образует круглые коробочки, размером с грецкий орех,  из которых при созревании и растрескивании высыпаются от 5 до 17 шт. круглых темно-коричневых орешков, напоминающих мелкий фундук с тонкой кожурой. Орехи съедобны как в сыром, так и в жареном виде, содержат до 64% жира.
Морозостойкий. Выдерживает очень низкие температуры.